# China-Northern-Airlines-Flug 6136
China-Northern-Airlines-Flug 6136 war der Flug einer SAIC MD-82 der China Northern Airlines am 7. Mai 2002 vom Beijing Capital International Airport zum Flughafen Dalian-Zhoushuizi. Die Maschine stürzte in die Bohai-Bucht. Alle 112 Insassen – 103 Passagiere und neun Besatzungsmitglieder – wurden bei dem Absturz getötet. Die Ursache des Absturzes war Brandstiftung durch einen Passagier. Dieser hatte kurz zuvor mehrere Lebensversicherungen über eine Summe von ca. 120.000 US-Dollar abgeschlossen. Die meisten Passagiere kamen durch Kohlenmonoxidvergiftung um. 